# Martigny-Bourg
Martigny-Bourg is een plaats en voormalige gemeente in het Zwitserse kanton Wallis, en maakt sinds 1 augustus 1964 deel uit van de gemeente Martigny in het district Martigny.